# Classe (transport)
Pour les articles homonymes, voir Classe.
Dans un moyen de transport, la classe d'un billet voyageur correspond à l'ensemble des prestations offrant un niveau de confort identique et proposées au client au même tarif. Ce niveau de confort peut s'appliquer à une cabine (dans un bateau par exemple) ou à une place (dans un train ou un avion).
On trouve généralement, au sein d'un moyen de transport, les classes suivantes : la classe économique, la classe affaire et la première classe. Cependant, certaines compagnies adjoignent à ces trois classes historiques, d'autres types de classes, tel que la classe économique premium.

## Transport aérien

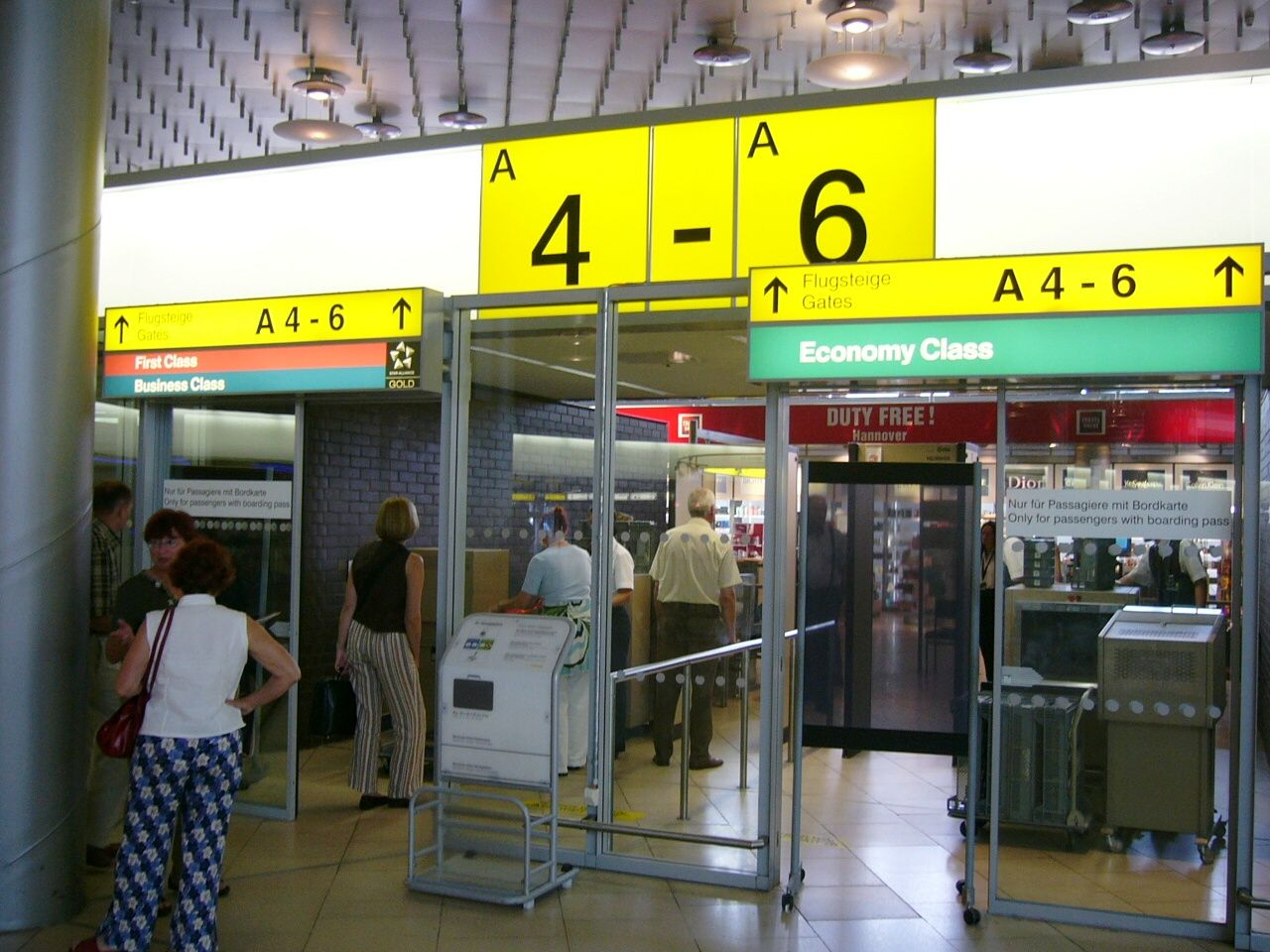
Séparation des passagers par classe à l'aéroport

Dans le transport aérien, l'IATA codifie l’existence de trois classes : la première classe, la classe économique, et la classe affaires.
Jusqu'en 1952, la loi des États-Unis, les traités internationaux et différents pays autorisaient la politique tarifaire des sociétés de transport et par ce fait contrôlaient les prix des billets d'avions. Le 1er mai 1952, la classe tourisme est introduite par Air France.
La classe économique a été créée par l'IATA à Cannes et à Miami. La compagnie nationale française l'a mise en service au premier avril 1958 avec un service 20 % moins cher que la classe touriste. Cette classe économique remplace la classe excursion, ce qui conduit à une suppression des ventes à bord.
Au premier avril 1958, Air Canada inaugure une classe économique 20 % moins chère que la classe touriste à destination de l'Irlande.
L’introduction de la classe économique a permis d'augmenter de 30% le nombre de voyageurs dans l'Atlantique Nord.
La vente de biens était interdite dans la classe économique.

### Classe économique

Schématisation des classes dans un avion

La classe économique est la gamme la moins chère des trois classes en avion. Le service est réduit au minimum, le voyageur dispose d'un espace restreint, et n'est pas prioritaire à l'embarquement.

### Classe économique premium
Le classe économique premium est une gamme intermédiaire entre l'économie et la classe affaire. Les sièges sont légèrement plus larges, le service est un peu plus soigné, et le voyageur peut, dans certains cas, être prioritaire à l'aéroport.

### Classe affaires
La classe affaire se distingue de la classe économique par la qualité et la taille du fauteuil qui dispose le plus souvent d'un dossier très inclinable et d'un repose-pieds sur les vols long-courrier. Le voyageur est généralement prioritaire à l'aéroport, le service est soigné et attentionné, et les modalités du billets (échange et remboursement) sont généralement souples.

### Première classe
La première classe est la plus confortable des classes de réservation. Elle n'est généralement offerte que sur des vols long-courriers. Les premières classe offrent un confort et un service encore plus développé que la classe affaire. Le voyageur est généralement accompagné tout au long de son voyage, et l'attention qui lui est donnée est maximale. L'espace disponible par passager est notamment plus important.

## Transport ferroviaire

### Historique

#### XIXesiècle

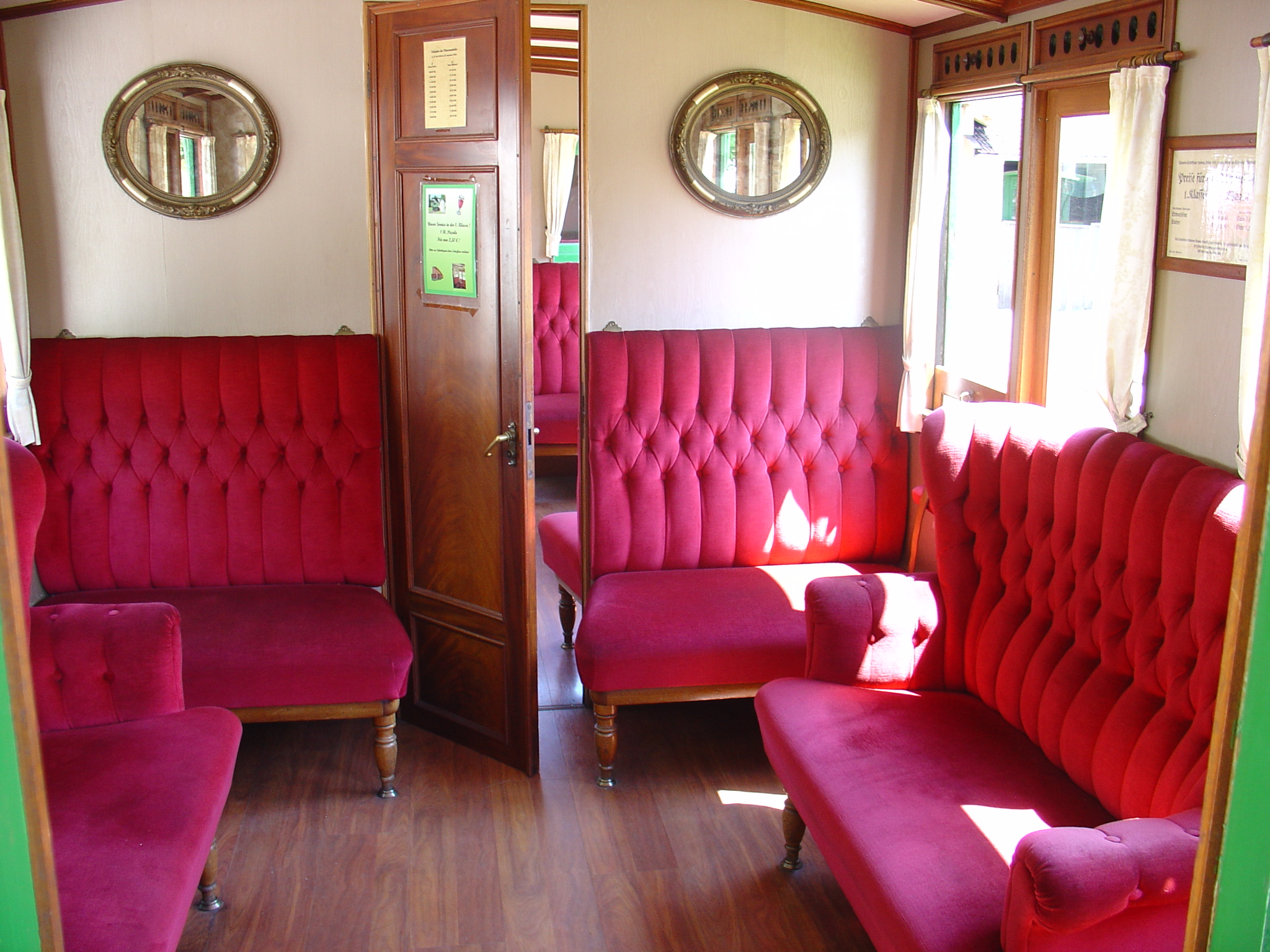
Sièges en première classe du Chiemsee-Bahn en 1887 en Allemagne

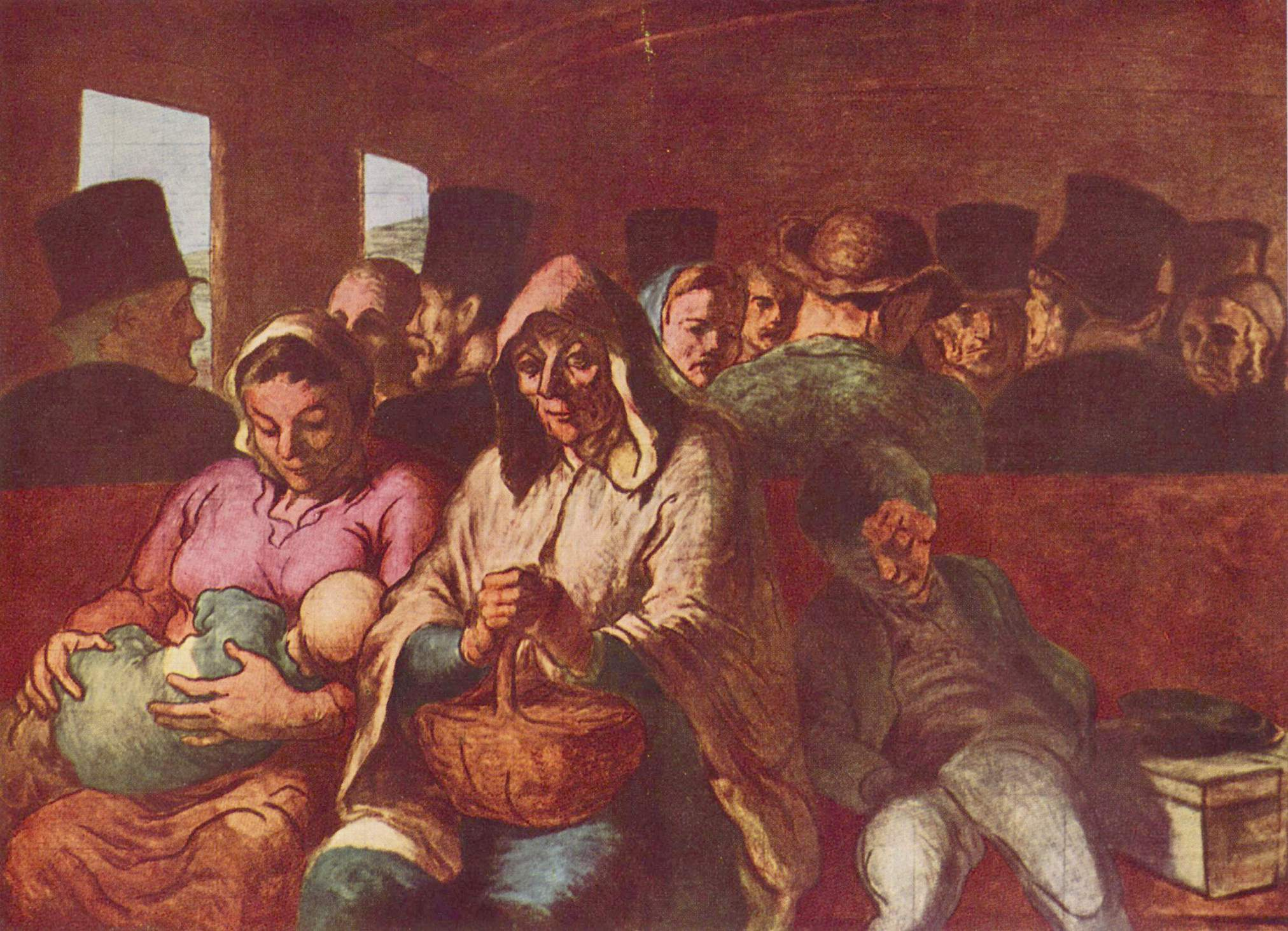
Vue d'artiste. Troisième classe (d'Honoré Daumier)

En 1846, en France, une ordonnance fixe la dimension d'une place de train : 45 centimètres en largeur, 65 en profondeur, et 145 en hauteur.
Selon une réglementation antérieure à 1860, un cahier des charges définit le niveau de confort des trois classes, dans son article 32: toutes les voitures doivent être montées sur ressort, et disposer de banquettes. Trois classes doivent exister. La première classe dispose de glaces, la deuxième de banquette rembourrées; en troisième, les rideaux peuvent être remplacés par des persiennes.
En France, un arrêté ministériel du premier mars 1861 stipule que les compartiments spéciaux (dames, fumeurs, poste) doivent être désignés par des plaques appendues.
En 1864 et 1865, en France, des circulaires ont permis la circulation de trains qui ne contiendraient pas les trois classes, pourvu qu'en journée, il y ait au moins un train qui contienne les trois classes.
En 1869, les dames non accompagnées ont le droit de voyager dans des compartiments à part. 
En Belgique, les enfants sont admis dans ces compartiments.
Une circulaire de mai 1869 recommande le chauffage par bouillotte.
En 1875, certaines conventions (avec les sociétés privées) prévoient le chauffage.
En 1880, en France, les voitures ont les coûts suivants :
- 12 500 francs pour une voiture de première classe
- 8 700 francs pour une voiture de deuxième classe
- 5 800 francs pour une voiture de troisième classe.

En 1883, l'emploi du signal d'alarme est réglementé.
En 1890 et en 1891, une circulaire rend obligatoire le chauffage dans tous les trains et dans tous les compartiments.
Les textes légaux ne rendent pas obligatoire la présence de water-closets.
L'accès au wagon restaurant n'est pas limité pour les voyageurs de premières classes, mais est limité à la durée du repas pour les voyageurs de deuxième et troisième classe.
Au XIXe siècle, le niveau de confort des différentes classes dépend des pays.
Sur différents réseaux ferroviaires de France, la plus fréquentée des trois classes est la troisième classe.

##### Troisième classe

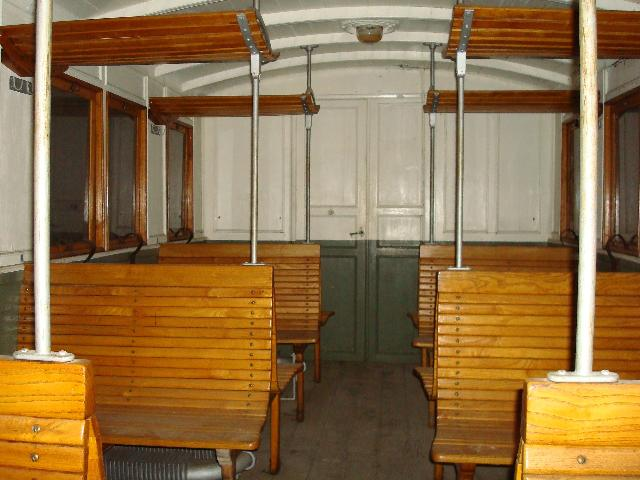
Places en classe 3. Régional des Brenets de 1890 en Suisse

En troisième classe, il n'y a pas de garniture. Les dossiers sont en planche. Les voitures ne disposent pas d'autres ouvertures que les portes. Toutefois, dans différents endroits, des progrès sont réalisés pour apporter un meilleur confort en troisième classe.
En 1870, en France, les voitures de troisième classe sont à cinquante places, à l'exception des voitures de la compagnie d'Orléans qui sont à quarante places. Les compartiments sont de dix places .
En 1872, pour le transport des troupes, les wagons de marchandise surpassent les voitures de troisième classe, dans le sens où il y est plus aisé de mouvoir les jambes.

##### Deuxième classe

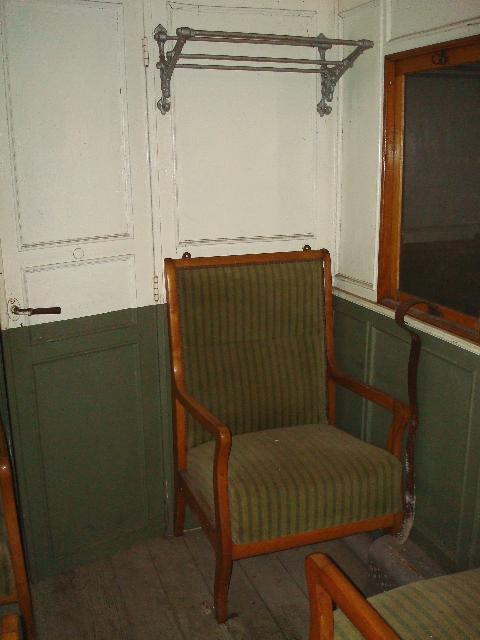
Places en classe 2. Régional des Brenets von de 1890 en Suisse

En seconde classe, les coussins ne contiennent que 10 kilogrammes de crin par coussin. Les stores sont en coutil ou en Mérinos, mais en Angleterre, le confort des secondes est plus spartiate.
En France, une seule lampe suffit à éclairer deux compartiments, alors qu'en Prusse, une bougie est utilisée.

##### Première classe
Pour la première classe, en France, les garnitures sont en drap de couleur claire, et vont jusqu'au plafond. Le comportement de première classe à 6 places du Midland Ry contient 100 livres de crin, soit 7 kilos et demi par place. Le sol est en moquette ou en peau de mouton. Les garnitures des compartiments fumeurs peuvent être en maroquin. Les accoudoirs peuvent être en peau de chèvre. En Allemagne, il n'y a pas de drap, mais des velours.
Les portes des compartiments sont parfois dotées de protection, pour éviter que le voyageur ne se fasse coincer les doigts lors du départ du train. Les stores à rouleau sont en soie.
Un filet est disposé à 1,60 m du sol pour contenir les bagages.

## Transport maritime

### Historique maritime
En juillet 1835 est instituée une institution royale qui opère 10 bâtiments à partir de mai 1837 entre la France et le Levant, dans la Méditerranée. Ces dix bâtiments sont le Dante, l'Eurotas, le Léonidas, le Lycurgue, le Mentor, le Minos, le Ramsès, la Scamandre, le Sésostris, et la Tacrède. Les places y sont aménagées selon quatre classes :
- les voyageurs de quatrième classe se tiennent toujours sur le pont ;
- les voyageurs de troisième classe peuvent se tenir sur le pont ou dans une salle commune de l'entrepont munie de fauteuils à dossiers renversés ;
- les voyageurs de seconde classe sont à l'avant et bénéficient de lits enclavés autour de la salle commune ;
- les voyageurs de première classe sont à l'arrière du bâtiment, les chambres sont fermées et comptent de deux à quatre lits[20].

Dès 1840, la tarification de l’État est basée sur le nombre de miles marins, et sur la classe du voyageur. Il existe deux tarifs : un jusqu'à Malte et l'autre après.